# Macrocoma lycopodioides
Macrocoma lycopodioides là một loài Rêu trong họ Orthotrichaceae. Loài này được (Schwägr.) Vitt mô tả khoa học đầu tiên năm 1973.